# Здание главного почтамта (Киев)
Киевский главпочтамт (укр. Київський головпоштамт) — здание в Киеве, расположенное по адресу: Крещатик, 22, на углу с майданом Незалежности. Памятник архитектуры, построенный в 1952—1958 годах. В настоящее время в здании размещаются «Укрпочта», Министерство транспорта и связи Украины, Государственный департамент по вопросам связи и информации, крупнейший украинский интернет-магазин «Розетка».

## История

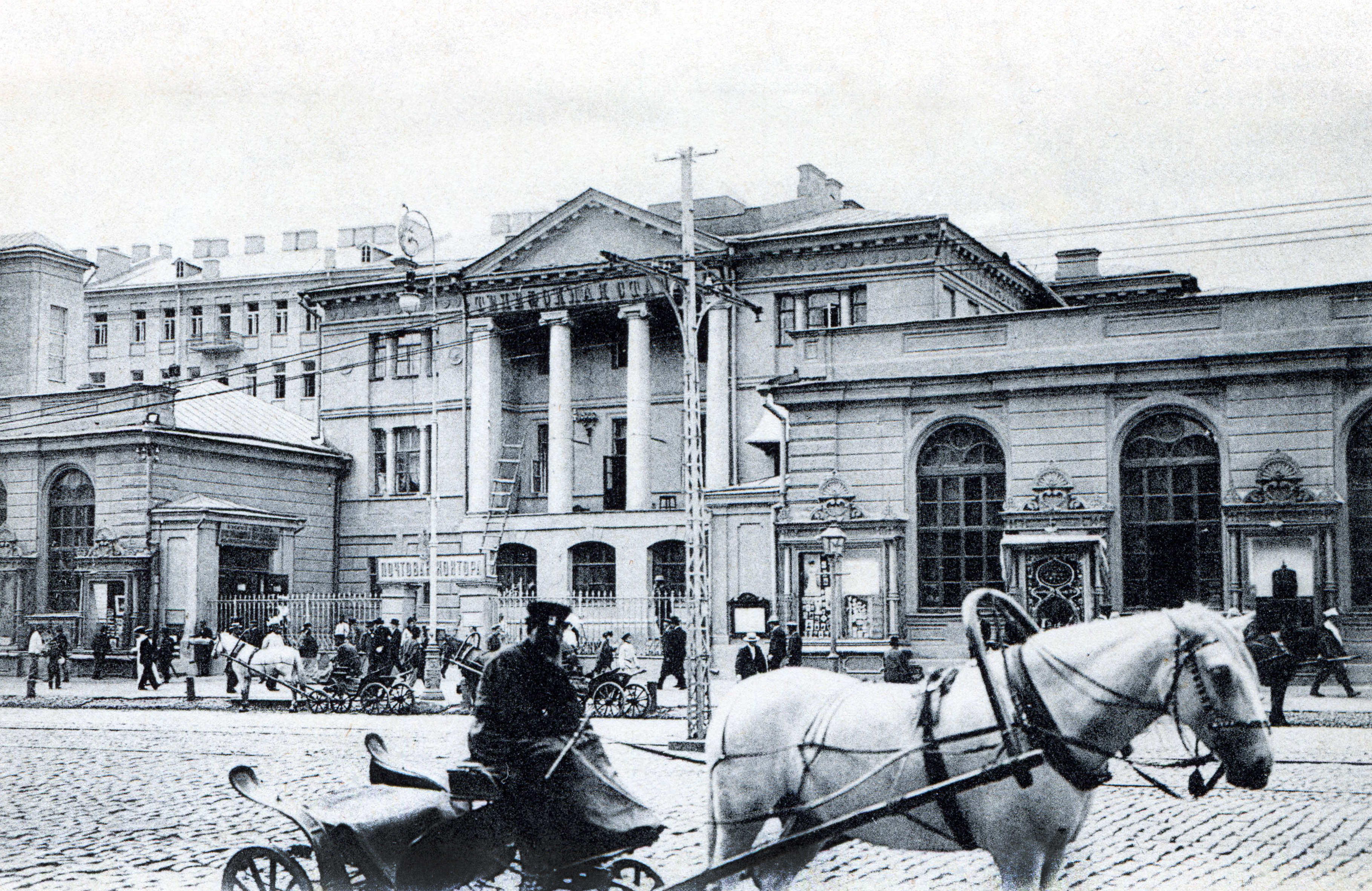
Почтовая контора на Крещатике, 1900 год

Предположительно на этом же месте был расположена первая почтовая контора, построенная на Крещатике в 1849 году (на тот момент это был дом № 24).
В 1914 году было начато строительство нового здания, но из-за начавшейся Первой мировой войны — приостановлено.
Новый главпочтамт был построен с 1936 по 1941 год по проекту В. Осьмака и С. Германович и уничтожен взрывом в 1941 году.
Современное здание сооружено в 1952—1958 годах по проекту В. Ладного, Б. Прыймака и Г. Слуцкого.
В августе 1989 года портик главного входа обрушился, в результате чего погибло 13 случайных прохожих. Восстановлен портик был в 1990-х годах с одновременной реконструкцией интерьера первого этажа.

## Архитектура

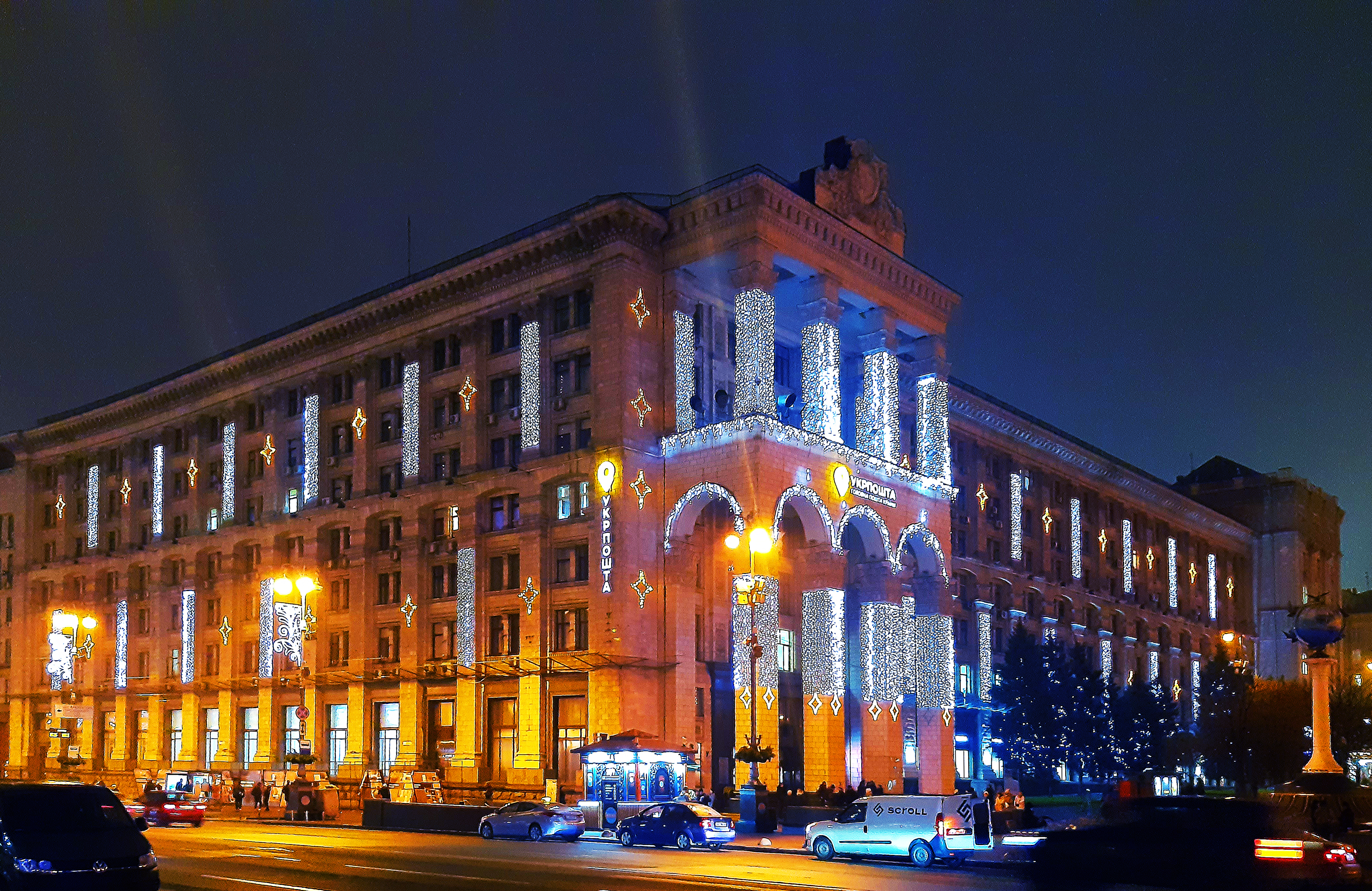
Центральный фасад

Здание кирпичное семиэтажное с полуэтажом. В плане строение Г-образное, крылья длинные (около 80 метров), угол между ними 90 градусов. Крыло вдоль Крещатика имеет незначительный дугоподобный абрис. Второе крыло призматическое.
Архитектура фасадов совмещает черты классического стиля и украинского барокко. Их композиция ярусно-ритмическая. Пятый, шестой и седьмой этажи украшены коринфскими пилястрами, нижние этажи — тосканскими.